# Het Vreugdendal

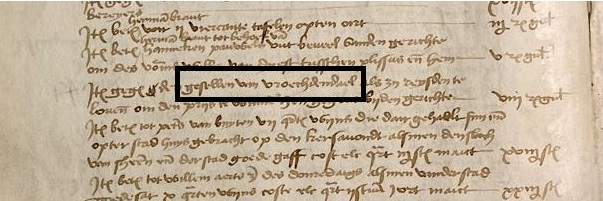
Oudste vermelding van de rederijkerskamer Vroechdendael in de jaarrekening van Breda van 1492

Het Vreugdendal (ook wel Gesellen van Vroechdendael) is een rederijkerskamer die in de vijftiende eeuw in Breda is ontstaan. De oudste vermelding van deze kamer treft men in de jaarrekening van de stad Breda van 1492 doch de Kamer zal dan al enige tijd bestaan hebben. De Bredase rederijkerskamer kent een grillige en meermalen onderbroken geschiedenis. Op 14 september 2023 vond de oprichting plaats van de rederijkerskamer Vroechdendael oft Bercken-riis, in navolging van de aloude Bredase Kamer. De nieuwe Kamer is erkend door de Soevereine Hoofdkamer van Brabant, Moyses’ Bosch te ’s-Hertogenbosch en opgenomen in het Internationaal Verbond van Kamers van Rhetorica Nederland-Vlaanderen. De Kamerzittingen worden gehouden op het Begijnhof in Breda.

## Ontstaan
Van de ontstaansgeschiedenis van de Bredase rederijkerij getuigen twee belangrijke literaire producten die bewaard worden in het Stadsarchief Breda:
- Den boeck vanden heilighen sacramente vander Nyeuwervaert
- Dit boeck hoert den heylighen Cruys van Breda

Het eerste handschrift behoorde voor de reformatie toe aan het Gilde van het Sacrament van Niervaert. Het tweede handschrift behoorde toe aan de Broederschap van het heilig Kruis. De geschiedenis van deze twee broederschappen is nauw verweven met de belangrijkste devoties in de Onze-Lieve-Vrouwekerk van Breda, met de Bredase stedelijke gemeenschap en met de Nassaudynastie, en tegelijkertijd ook met de vroegste geschiedenis van de rederijkersbeweging in de Nederlanden. 
Zoals op veel plaatsen komt ook in Breda de rederijkerskamer voort uit de ghesellen vander kercke. Alles wijst er op dat de komst in 1449 van het Sacrament van Niervaert in Breda een intensieve competitie op gang bracht tussen twee door de Nassaus gesteunde devotieculturen, waarmee een ongekende artistieke productie werd gestimuleerd die Breda tot op heden verrijkt.
Het is aannemelijk dat het handschrift van het heilig Kruis is vervaardigd omstreeks 1450 als respons op de overbrenging van het Sacrament van Niervaert naar Breda, welke historische gebeurtenis kort ervoor op 13 maart 1449 had plaatsgevonden. De daarop volgende literaire projecten van het Sacramentsgilde kunnen geïnterpreteerd worden als een repliek op het literair product van de Kruisbroeders. Deze laatste projecten tillen de competitie tussen de twee broederschappen uit boven de lokale gemeenschap.
Oprichting van de Bredase rederijkerskamer Vroechdendael vond waarschijnlijk plaats rond het jaar 1492. In dat jaar traden de gezellen van die kamer op voor de ‘vrouwe van Nassau’. De rederijkers ontvingen blijkens de jaarrekening van Breda vanaf dat moment ook een jaarlijkse subsidie van de stad. In 1494 zag de jonge Aartshertog, Filips de Schone, het Vroechdendael in Breda optreden. De kamer had een nauwe relatie met de Kruisbroeders. Zij vierde haar jaarlijkse teerdag op 3 mei, feest van de Kruisvinding, en was betrokken bij de organisatie van de jaarlijkse Kruisommegang. Mogelijk was de stichting in of rond 1492 een reactie op de rederijkersactiviteiten van het Sacramentsgilde. Opmerkelijk genoeg ontvingen in de jaren 1483, 1485, 1487 en 1488 ‘battementers van Breda’ geschenken van het Mechelse stadsbestuur vanwege optredens in hun stad. Het kan zijn dat uit deze ‘battementers’ de rederijkerskamer is ontstaan, maar het is ook mogelijk dat deze esbattement-spelers verbonden waren met de rederijkersactiviteiten van het Sacramentsgilde. Het lijkt immers zeker dat de rederijkerscultuur in Breda is geïntroduceerd vanuit het Sacramentsgilde, wellicht als antwoord op het gedicht van de Kruisbroederschap dat rond 1450 werd vervaardigd.

## Geschiedenis
In een rekwest uit 1661 beweert de kamer haar privileges gekregen te hebben van de heren Jan en Hendrik van Nassau (graaf Jan IV van Nassau overleed in 1475). 
De kamer nam deel aan het landjuweel in Diest in 1521. In 1555 organiseerde de kamer een refreinfeest. In 1568 werden de subsidies aan de kamer geschrapt. De kamer nam deel aan de refreinwedstrijd in 1574, uitgeschreven door de kerkmeesters van de Sint-Jacobskerk in Antwerpen. Op 5 oktober 1577 kwam de stad opnieuw in handen van haar stadsheer Willem van Oranje. In 1580 kreeg de kamer opnieuw een subsidie, maar in 1581 werd Breda ingenomen door de Spanjaarden en werd de kamer gesloten. In de akte van pardon in 1581 door Filips II aan de stad verleend, werden de stadsrechten teruggegeven op voorwaarde dat de kamers gesloten bleven. In 1590 werd de stad veroverd door prins Maurits, maar Vroechdendael werd pas officieel heropgericht bij magistraatsbesluit van 22 maart 1610. 
In 1613 nam de kamer deel aan de wedstrijd in Amsterdam georganiseerd door Het Wit Lavendel en de wedstrijd in Haarlem georganiseerd door De Wijngaertrancxkens. De kamer wordt vermeld in het 'Mey Liedeken' van De Peoene dat gezongen werd op de opening van de wedstrijd in Mechelen in 1620, maar nam waarschijnlijk niet deel. In 1618 en 1620 organiseerde de Kamer dichtwedstrijden in Breda en ze nam deel aan een wedstrijd in Amsterdam in 1624. De kamer werd na de verovering van de stad door Spinola in 1625 gesloten. In 1637 kwam Breda definitief in handen van de Staten-Generaal. De kamer werd heropgericht op 14 november 1644, wat bevestigd werd op 19 februari 1646. Ze bleef tot in de achttiende eeuw bestaan.
In de negentiende eeuw werd een nieuwe rederijkerskamer opgericht onder de naam Vreugdendal. Deze kamer bestond tot het begin van de twintigste eeuw.

## Andere rederijkerskamers in Breda
In 2003 werd het Gilde van het Sacrament van Niervaert, onder bescherming van de burgemeester en de bisschop van Breda, opgericht. Het Gilde wil een eigentijdse voortzetting zijn van de middeleeuwse rechtspersoon 'die Gilde vanden heilighen ghebenediden Sacramente van miraculen en vand Nyeuwervaert', opgericht in Breda in 1463. Dit Gilde heeft de rederijkerscultuur in Breda geïntroduceerd waaruit later in de vijftiende eeuw de rederijkerskamer Vroechdendael is ontstaan. Het Gilde van het Sacrament van Niervaert is in 2017 opgenomen in het Internationaal Verbond van kamers van Rhetorica. Het Gilde is verbonden aan de Antoniuskathedraal en de Parochie Breda Centrum en houdt haar ledenbijeenkomsten op het Begijnhof in Breda. 
In 2009 werd in Breda de Rederijkerskamer 'Het Turfschip van Adriaen van Bergen' opgericht onder het devies "Vol vreugden in alder manieren". Ook deze Kamer staat in de traditie van de Bredase rederijkerscultuur en wil een eigentijdse voortzetting zijn van de Bredase rederijerkskamer Vroechdendael. Ze is door toedoen van de hoofdkamer van Brabant "Moyses' Bosch" te 's-Hertogenbosch opgenomen in het Internationaal Verbond van kamers van Rhetorica. Ook de zittingen van deze kamer worden gehouden op het Begijnhof in Breda.   

## Varia
- In 2024, tijdens het 40e Internationaal Rederijkerscongres in Brugge, presenteerde de rederijkerskamer Vroechdendael oft Bercken-riis het boek Factorale[8] over het herleven en de ontwikkeling van de rederijkerscultuur in Breda in het eerste kwart van de 21ste-eeuw.
- In 2025 organiseerde de rederijkerskamer Vroechdendael oft Bercken-riis het 41e Internationaal Rederijkerscongres in de Waalse Kerk Breda [9].